# Premi Feroz d'Honor a tota una carrera
El Premi Feroz d'Honor a tota una carrera és un premi especial entregat a tota una trajectòria, com a part dels Premis Feroz, creats per l'Associació d'Informadors Cinematogràfics d'Espanya.

## Guanyadors
| Edició | Any  | Guanyador                                    |        |
| ------ | ---- | -------------------------------------------- | ------ |
| I      | 2014 | José Sacristán                               | [ 1 ]  |
| II     | 2015 | Carlos Saura                                 | [ 2 ]  |
| III    | 2016 | Rosa Maria Sardà                             | [ 3 ]  |
| IV     | 2017 | Narciso Ibáñez Serrador                      | [ 4 ]  |
| V      | 2018 | Verónica Forqué                              | [ 5 ]  |
| VI     | 2019 | José Luis Cuerda                             | [ 6 ]  |
| VII    | 2020 | Emilio Gutiérrez Caba i Julia Gutiérrez Caba | [ 7 ]  |
| VIII   | 2021 | Victoria Abril                               | [ 8 ]  |
| IX     | 2022 | Cecilia Bartolomé                            | [ 9 ]  |
| X      | 2023 | Pedro Almodóvar                              | [ 10 ] |